# 雷蒙德 (新罕布什爾州普查規定居民點)
雷蒙德（英語：Raymond）是位於美國新罕布什爾州羅京安縣的普查規定居民點。

## 人口
根據2020年美國人口普查的數據，雷蒙德的面積為17.19平方千米，當中陸地面積為16.78平方千米，而水域面積為0.41平方千米。當地共有人口3738人，而人口密度為每平方千米217.45人。